# Settoré
Settoré (auch: Sotoré, Sottoré) ist ein Dorf in der Landgemeinde Bitinkodji in Niger.

## Geographie

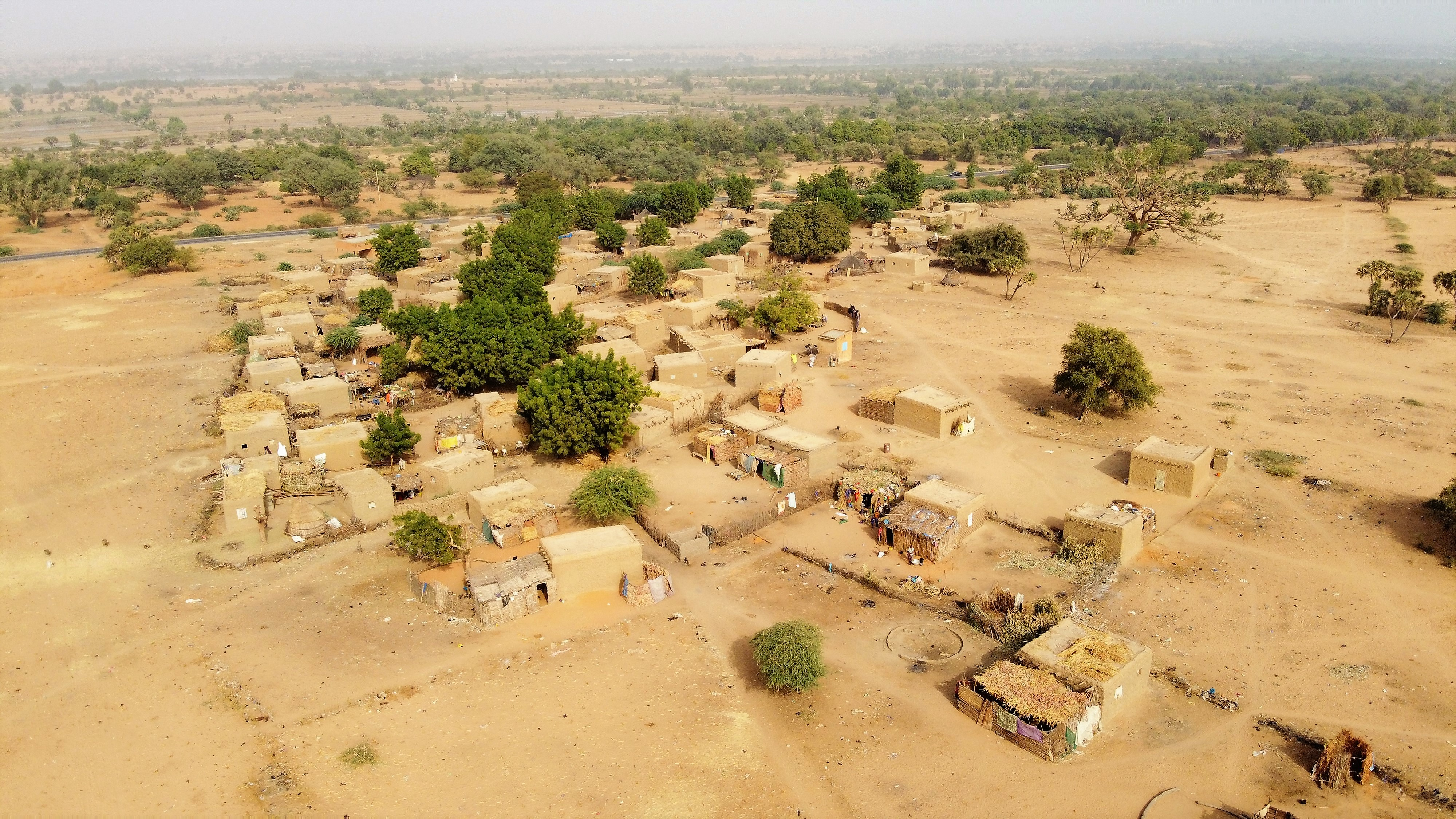
Luftaufnahme von Settoré (2020)

Das von einem traditionellen Ortsvorsteher (chef traditionnel) geleitete Dorf liegt am rechten Ufer des Flusses Niger. Es befindet sich rund drei Kilometer südöstlich des Hauptorts Saga Fondo der Landgemeinde Bitinkodji, die zum Departement Kollo in der Region Tillabéri gehört. Zu den Siedlungen in der näheren Umgebung von Settoré zählen Komba im Nordwesten und Drahiré im Nordosten.

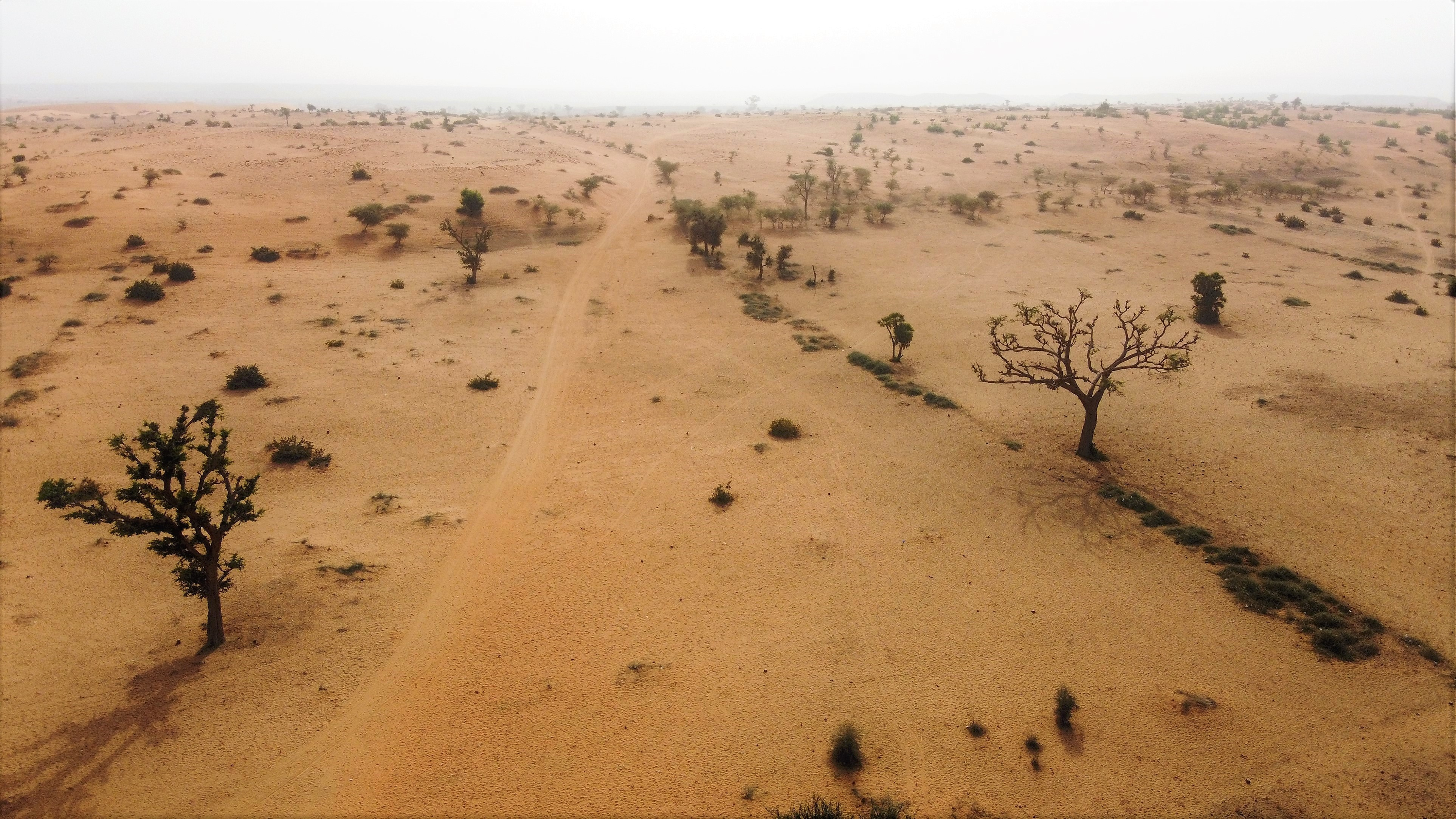
Luftaufnahme der Landschaft südlich von Settoré (2020)

Settoré ist Teil der Übergangszone zwischen Sahel und Sudan. Die durchschnittliche jährliche Niederschlagshöhe beträgt hier zwischen 400 und 500 mm.

## Bevölkerung
Bei der Volkszählung 2012 hatte Settoré 433 Einwohner, die in 51 Haushalten lebten. Bei der Volkszählung 2001 betrug die Einwohnerzahl 221 in 33 Haushalten und bei der Volkszählung 1988 belief sich die Einwohnerzahl auf 249 in 41 Haushalten.

## Wirtschaft und Infrastruktur
In Settoré werden Obst, Gemüse und Reis angebaut sowie Meerrettichbäume kultiviert. Am Ortsrand verläuft die 214,1 Kilometer lange Nationalstraße 4 zwischen der Hauptstadt Niamey und der Staatsgrenze zu Burkina Faso.